# Kaptajn Klyde og hans venner vender tilbage
Kaptajn Klyde og hans venner vender tilbage er en dansk film fra 1980.
- Manuskript og instruktion Jesper Klein.

Blandt de medvirkende kan nævnes:
- Jesper Klein
- Lykke Nielsen
- Jess Ingerslev
- Tom McEwan
- Lars von Trier
- Regner Grasten